# 2018년 동계 올림픽 마케도니아 공화국 선수단
2018년 동계 올림픽 마케도니아 공화국 선수단은 대한민국 평창에서 개최되는 2018년 동계 올림픽에 참가하는 올림픽 마케도니아 공화국 선수단이다. 개막식에서는 그리스와의 마케도니아 국호 분쟁을 고려하여 공식 국명인 구유고슬라비아 마케도니아 공화국이라는 이름으로 피롬에 해당하는 가나다 순서에 입장했다. 이번이 통산 여섯 번째 동계 올림픽 출전이다.
이번 대회에서 마케도니아 공화국은 총 세 명의 선수가 두 종목에 출전할 예정이다.

## 참가 선수
다음은 각 종목별 참가선수 현황이다.
| 종목         | 남자 | 여자 | 총합 |
| ------------ | ---- | ---- | ---- |
| 알파인스키   | 1    | 0    | 1    |
| 크로스컨트리 | 1    | 1    | 2    |
| 총합         | 2    | 1    | 3    |

## 메달 집계
| 종목 | 1 | 2 | 3 | 합계 |
| 합계 |   |   |   |      |

## 종목별 성적

### 알파인 스키
마케도니아 공화국에는 총 한 명의 남자선수 출전권이 부여됐다.
| 선수                  | 세부 종목   | 1차 시기 | 1차 시기 | 2차 시기 | 2차 시기 | 합계 | 합계      |
| 선수                  | 세부 종목   | 기록     | 순위     | 기록     | 순위     | 기록 | 최종 순위 |
| 안토니오 리스테프스키 | 남자 대회전 |          |          |          |          |      |           |
| 안토니오 리스테프스키 | 남자 회전   |          |          |          |          |      |           |

### 크로스컨트리 스키
마케도니아 공화국에는 남녀 한 명씩 총 두 명의 선수에게 출전권이 부여됐다.
거리 종목
| 선수                  | 세부 종목      | 결선 | 결선 | 결선 |
| 선수                  | 세부 종목      | 시간 | 감점 | 순위 |
| 스타브레 야다         | 남자 15km 프리 |      |      |      |
| 빅토리야 토도로프스카 | 여자 10km 프리 |      |      |      |

스프린트
| 선수          | 세부 종목     | 예선 | 예선 | 준준결선 | 준준결선 | 준결선 | 준결선 | 결선 | 결선      |
| 선수          | 세부 종목     | 기록 | 순위 | 기록     | 순위     | 기록   | 순위   | 기록 | 최종 순위 |
| 스타프레 야다 | 남자 스프린트 |      |      |          |          |        |        |      |           |